# Leicester City Women's Football Club
Maillots
Actualités
Dernière mise à jour : 14 août 2025.
Le Leicester City Women's Football Club est une équipe anglaise de football féminin affiliée au Leicester City FC.

## Histoire
Le Leicester City Women's Football Club est fondé en 2004, indépendamment à Leicester City, mais en collaboration avec le club masculin. En 2018, le club est promu en Championship. 
En 2020, les propriétaires de Leicester City prennent le contrôle du club féminin, qui devient la section féminine du club de Premier League. Les joueuses deviennent professionnelles, et de nombreuses recrues sont annoncées. 
L'équipe atteint les quarts de finale de la Coupe d'Angleterre 2019-2020 avant de chuter face à Manchester City. Le 6 avril 2021, une victoire 2-0 face aux London City Lionesses assure à Leicester City le titre de D2 anglaise et la montée en Women's Super League pour la première fois de l'histoire du club. 

## Palmarès
- Championnat d'Angleterre de deuxième division : 2020-2021